# Ernesto Fígoli
Ernesto Fígoli (né le 21 août 1888 à Montevideo - mort le 26 juillet 1951) est un entraîneur uruguayen de football.

## Biographie
Sélectionneur de l'équipe d'Uruguay à plusieurs reprises, il remporte avec la céleste deux Copa América et une médaille d'or aux Jeux olympiques.
Plus tard, il contribue à la médaille d'or uruguayenne aux Jeux olympiques 1928 et aux victoires en Coupe du monde 1930 et 1950 en tant que masseur et kinésiologue,,.

## Palmarès
- Copa América
  - Vainqueur en 1920 et en 1926
  - Troisième en 1921
- Jeux olympiques d'été
  - Médaille d'or en 1924